# IBOPE Zogby International
IBOPE Zogby International é uma empresa estadunidense de pesquisa de opinião e pesquisa de mercado fundada em 1984 por John Zogby. Ela faz pesquisas e consultas para um amplo espectro de empresas de comunicação, governos e grupos políticos, e conduz pesquisas de opinião pública em mais de 70 países. A Zogby International tem sua sede em
Utica, com escritórios em Miami, e Dubai, Emirados Árabes Unidos.

## Histórico
John Zogby fundou a empresa de pesquisas Zogby International em 1984. Desde então, tem realizado pesquisas e focus groups ao redor do mundo.

## Aquisição
Participação majoritária na Zogby International foi adquirida pelo IBOPE Inteligência, uma subsidiária da Ibope Group, uma empresa multinacional brasileira especializada em mídia de mercado e pesquisas de opinião. Foi anunciado em março de 2011 que a empresa seria conhecido como IBOPE Zogby International.